# Bernard Rotich
Bernard Kipkemoi Rotich (11 augustus 1986) is een Keniaanse langeafstandsloper.

## Loopbaan
In november 2007 werd Rotich tweede op de sterk bezette halve marathon van al-Ajoen. Hiermee eindigde hij in het zonnige al-Ajoen achter Khalid Boumlili, die de wedstrijd won in 1:02.25 en liet hij een veld van ruim 3000 deelnemers achter zich. Dit was eveneens de eerste keer dat hij een wedstrijd buiten Kenia liep. In maart 2008 werd hij ook tweede op de 10 km van Rabat, met start en finish in het centrum van deze Marokkaanse hoofdstad. Hij werd in de eindsprint verslagen door de Brahim Beloua met 28.15 om 28.12.
Op 30 mei 2008 won Bernard Rotich op 22-jarige leeftijd de 10.000 m bij de Kenya Prisons Provincial Championships in een tijd van 27.09,8. Deze tijd is de snelste ooit in Kenia gelopen en de vijfde tijd op de wereldranglijst van dat jaar. Hij versloeg hiermee met ruime voorsprong zijn achtervolgers Alexander Todomy (27.42,1) en Luke Kibet (27.51,4). Hiermee kwalificeerde hij zich als relatief onbekende voor de Olympische Spelen van 2008 in Peking. Ook Alexander Todomy bleef onder de limiet van 27 minuten en 50 seconden. Na afloop meldde hij: "Het gebeurde gewoon en werd aangemoedigd doordat Kibet tevoren tegen mij zei dat hij niet in goeden doen was wegens een blessure. In de laatste ronde besloot ik zo hard te lopen als ik kon".
Toen de Keniaanse atletiekbond de uiteindelijke ploeg voor Peking moest samenstellen, werd Rotich ondanks zijn prestatie van 30 mei ten slotte toch gepasseerd ten faveure van een drietal snelle landgenoten.

## Persoonlijke records
Baan
| Onderdeel | Prestatie | Datum            | Plaats  |
| --------- | --------- | ---------------- | ------- |
| 5000 m    | 13.18,41  | 14 juni 2008     | Rabat   |
| 10.000 m  | 27.39,57  | 5 september 2008 | Brussel |

Weg
| Onderdeel      | Prestatie | Datum             | Plaats     |
| -------------- | --------- | ----------------- | ---------- |
| 10 km          | 28.05     | 28 september 2008 | Utrecht    |
| 15 km          | 43.19     | 24 januari 2010   | Santa Pola |
| 20 km          | 58.51     | 24 januari 2010   | Santa Pola |
| halve marathon | 1:01.28   | 4 september 2011  | Glasgow    |
| marathon       | 2:10.18   | 30 oktober 2011   | Frankfurt  |

## Palmares

### 3000 m
- 2008: 5e Mauritius International - 8.23,31

### 5000 m
- 2005:  Kenyan Prison Champs - 14.03,3

### 10.000 m
- 2005: 4e AK 3rd meet, Eldoret - 30.14,7
- 2008:  Kenyan Prison Champs - 27.09,8

### 10 km
- 2005: 4e 10 km van Canillejas - 28.47
- 2008:  10 km van Rabath - 28.15
- 2008:  Singelloop Utrecht - 28.05

### halve marathon
- 2007:  halve Marathon van al-Ajoen
- 2008:  Drechtstedenloop Dordrecht - 1:02.14

### marathon
- 2011: ?e marathon van Mumbai - 2:12.47
- 2011: 18e marathon van Frankfurt - 2:10.18
- 2012: 5e marathon van Zürich - 2:13.02
- 2013:  marathon van Brighton - 2:10.51
- 2013: 4e marathon van Reims - 2:17.16
- 2017:  marathon van Belfast - 2:16.03
- 2017:  marathon van Dublin - 2:15.53

### veldlopen
- 2005:  Internationale cross in Castellon - 26.25
- 2007:  AK cross-country, Nairobi - 37.55,4